# TV-året 1956

## Händelser

### Maj
- 24 maj – Sveriges riksdag beslutar att reguljära svenska TV-sändningar skall starta och ger Radiotjänst monopol på dem [1]. TV skall, liksom radion, finansieras genom licenser och utan reklam [2], och TV-nätet skall byggas ut så att inga medborgare missgynnas.

### September
- 4 september – Svenska licensbelagda TV-sändningar startar officiellt klockan 20:00 med programmet Tänker ni rösta?, lett av Lennart Hyland.[3]

### Okänt datum
- AGA erbjuder en 17 tums TV för 1 275 kronor. Apparaten är tillverkad i Södertälje.

## TV-program
- 15 september
  - 20.00: TV-underhållningen Sigge slår på stora trumman med Sigge Fürst, Gaby Stenberg, Tage Danielsson, Egon Kjerrman m.fl.[4]
  - 21.00: Svensk premiär för komediserien I Love Lucy med Lucille Ball
- 21 oktober – Direktsänd fotbollslandskamp Sverige–Danmark.
- 19 december – Premiär för Filmkrönikan med Arne Weise som programledare.

## Födda
- 16 juni
  - Annika Dopping, svensk programledare i TV.
  - Staffan Dopping, svensk programledare i TV och radio.
- 28 juni – Eva Funck, svensk röstskådespelare och barnprogramledare i TV.
- 20 september – Thomas Gylling, programledare i radio och TV.
- 13 december – John Chrispinsson, svensk journalist och TV-programledare.